# Tim Means
Timothy C. Means, född 20 februari 1984 i Wilburton i Oklahoma, är en amerikansk MMA-utövare som sedan 2012 tävlar i organisationen Ultimate Fighting Championship.